# العلاقات الأندورية الكندية
العلاقات الأندورية الكندية هي العلاقات الثنائية التي تجمع بين أندورا وكندا.

## مقارنة بين البلدين
هذه مقارنة عامة ومرجعية للدولتين:
| وجه المقارنة                                              | أندورا                                                     | كندا                     |
| --------------------------------------------------------- | ---------------------------------------------------------- | ------------------------ |
| المساحة (كم2)                                             | 468                                                        | 9.98 مليون               |
| عدد السكان (نسمة)                                         | 76.18 ألف                                                  | 35.70 مليون              |
| الكثافة السكانية (ن./كم²)                                 | 16.28 ألف                                                  | 3.58                     |
| العاصمة                                                   | أندورا لا فيلا                                             | أوتاوا                   |
| اللغة الرسمية                                             | اللغة الكتالونية                                           | لغة إنجليزية، لغة فرنسية |
| العملة                                                    | يورو                                                       | دولار كندي               |
| الناتج المحلي الإجمالي (بليون دولار)                      | 3.01 مليار                                                 | 1.65 تريليون             |
| الناتج المحلي الإجمالي (تعادل القوة الشرائية) بليون دولار |                                                            | 1.59 تريليون             |
| الناتج المحلي الإجمالي الاسمي للفرد دولار أمريكي          |                                                            | 43.25 ألف                |
| الناتج المحلي الإجمالي للفرد دولار أمريكي                 |                                                            | 45.07 ألف                |
| مؤشر التنمية البشرية                                      | 0.858                                                      | 0.913                    |
| رمز المكالمات الدولي                                      | +376                                                       | +1                       |
| رمز الإنترنت                                              | .ad                                                        | .ca                      |
| المنطقة الزمنية                                           | ت ع م+01:00، توقيت وسط أوروبا، ت ع م+02:00، أوروبا/أندورا ‏ |                          |

## منظمات دولية مشتركة
يشترك البلدان في عضوية مجموعة من المنظمات الدولية، منها:
| علم المنظمة | اسم المنظمة                    | تاريخ انضمام أندورا | تاريخ انضمام كندا |
| ----------- | ------------------------------ | ------------------- | ----------------- |
|             | منظمة الشرطة الجنائية الدولية  | ?                   | ?                 |
|             | منظمة الأمن والتعاون في أوروبا | 25 أبريل 1996       | 25 يونيو 1973     |
|             | يونسكو                         | 20 أكتوبر 1993      | 4 نوفمبر 1946     |
|             | منظمة حظر الأسلحة الكيميائية   | ?                   | ?                 |
|             | الأمم المتحدة                  | 28 يوليو 1993       | 9 نوفمبر 1945     |
|             | الاتحاد الدولي للاتصالات       | 12 نوفمبر 1993      | 1 يوليو 1908      |

## وصلات خارجية
- موقع وزارة الخارجية الأندورية
- موقع وزارة الخارجية الكندية